# CEV Cup 2017–2018 (damer)
CEV Cup 2017-2018 var den 46:e upplagan av volleybolltävlingen CEV Cup. Trettiotvå lag deltog i turneringen som utspelade sig mellan 12 december 2017 och 10 april 2018. Eczacıbaşı SK blev mästare för andra gången.

## Regelverk
I turneringen deltog 22 lag som var anmälda direkt till turneringen och 10 lag som blev utslagna i kvalstegen av CEV Champions League 2017–2018. Tävlingen genomfördes i cupformat med sextondelsfinaler, åttondelsfinaler, kvartsfinaler, semifinaler och final, alla spelade med hemma- och bortamatcher och samtlig lag gick in i turneringen genom sextondelsfinalerna. Matchpoäng fördelades enligt vanliga volleybollregler (3 poäng tilldelades det vinnande laget och 0 poäng tilldelades det förlorande laget vid 3-0 i set, 2 poäng tilldelades det vinnande laget och 1 tilldelades det förlorande lag vid 3-2 i set). Om bägge lagen fick lika många matchpoäng genomfördes ett golden set.

## Deltagande lag
| - Asterix Avo Beveren - VC Oudegem - VK Minsk - ŽOK Jedinstvo Brčko - HPK Naiset - LP Viesti Salo - Béziers Volley - Entente Sportive Le Cannet-Rocheville | - Pays d'Aix Venelles VB - Dresdner SC - Allianz MTV Stuttgart - Schweriner SC - Hapoel Kfar Saba - Maccabi Haifa - Volleyball Casalmaggiore - Busto Arsizio | - Sliedrecht Sport - VC Sneek - VK Královo Pole - VK UP Olomouc - CSM București - ZHVK Jenisej - VK Uralochka-NTMK - Jedinstvo Stara Pazova | - OK Branik - OK Kamnik - TS Volley Düdingen - Volleyball Franches-Montagnes - Eczacıbaşı SK - VK Chimik - Békéscsabai RSE - Női RKE Nyíregyháza |

## Turneringen

### Sextondelsfinaler

#### Match 1
| 13 december 2017 Sporthal Sint-Gillis, Dendermonde Speltid 1h:02 - Åskådare 300       | VC Oudegem             | 0 - 3 | Eczacıbaşı SK                         | 11-25, 15-25, 15-25        |
| 12 december 2017 PalaYamamay, Busto Arsizio Speltid 1h:17 - Åskådare 1 487            | Busto Arsizio          | 3 - 0 | ŽOK Jedinstvo Brčko                   | 27-25, 25-10, 25-23        |
| 13 december 2017 Športna dvorana OŠ Šempeter, San Pietro Speltid 2h:00 - Åskådare 150 | OK Kamnik              | 1 - 3 | OK Branik                             | 30-28, 22-25, 20-25, 16-25 |
| 12 december 2017 Elenia Areena, Tavastehus Speltid 1h:06 - Åskådare 746               | HPK Naiset             | 0 - 3 | ZHVK Jenisej                          | 20-25, 18-25, 15-25        |
| 13 december 2017 Sneker Sporthal, Sneek Speltid 1h:11 - Åskådare 750                  | VC Sneek               | 0 - 3 | Volleyball Casalmaggiore              | 18-25, 24-26, 14-25        |
| 12 december 2017 Romema Sports Arena, Haifa Speltid 1h:49 - Åskådare 500              | Maccabi Haifa          | 1 - 3 | Békéscsabai RSE                       | 22-25, 27-25, 9-25, 21-25  |
| 13 december 2017 ARENA Schwerin, Schwerin Speltid 1h:46 - Åskådare 1 568              | Schweriner SC          | 3 - 1 | Entente Sportive Le Cannet-Rocheville | 25-22, 16-25, 25-22, 25-22 |
| 12 december 2017 FSK Olymp, Južne Speltid 1h:01 - Åskådare 1 019                      | VK Chimik              | 3 - 0 | Volleyball Franches-Montagnes         | 25-19, 25-11, 25-9         |
| 13 december 2017 Univerzita Palackého, Olomouc Speltid 1h:15 - Åskådare 500           | VK UP Olomouc          | 0 - 3 | Allianz MTV Stuttgart                 | 12-25, 14-25, 20-25        |
| 12 december 2017 Continental Aréna, Nyíregyháza Speltid 1h:12 - Åskådare 1 000        | Női RKE Nyíregyháza    | 0 - 3 | Asterix Avo Beveren                   | 18-25, 18-25, 18-25        |
| 13 december 2017 St.-Léonard-Halle, Fribourg Speltid 1h:34 - Åskådare 820             | TS Volley Düdingen     | 3 - 1 | Hapoel Kfar Saba                      | 25-21, 25-9, 20-25, 25-11  |
| 13 december 2017 Margon Arena, Dresden Speltid 1h:19 - Åskådare 2 649                 | Dresdner SC            | 3 - 0 | Pays d'Aix Venelles VB                | 25-13, 25-18, 25-20        |
| 13 december 2017 Hala Sportova, Stara Pazova Speltid 1h:43 - Åskådare 400             | Jedinstvo Stara Pazova | 1 - 3 | VK Minsk                              | 15-25, 15-25, 25-11, 23-25 |
| 13 december 2017 Halle du Four a Chaux, Béziers Speltid 1h:10 - Åskådare 550          | Béziers Volley         | 3 - 0 | Sliedrecht Sport                      | 25-17, 25-19, 25-21        |
| 12 december 2017 Městská Hala Vodova, Brno Speltid 1h:17 - Åskådare 300               | VK Královo Pole        | 0 - 3 | LP Viesti Salo                        | 8-25, 24-26, 20-25         |
| 12 december 2017 Rapid Hall, Bukarest Speltid 1h:08 - Åskådare 800                    | CSM București          | 0 - 3 | VK Uralochka-NTMK                     | 19-25, 21-25, 21-25        |

#### Match 2
| 10 januari 2018 Burhan Felek Spor Salonu, Istanbul Speltid 1h:03 - Åskådare 425        | Eczacıbaşı SK                         | 3 - 0 | VC Oudegem             | 25-12, 25-17, 25-8                    |
| 10 januari 2018 Sportska Dvorana Magnet, Brčko Speltid 1h:07 - Åskådare 950            | ŽOK Jedinstvo Brčko                   | 0 - 3 | Busto Arsizio          | 11-25, 14-25, 23-25                   |
| 10 januari 2018 Športna Dvorana Ljudski Vrt, Maribor Speltid 1h:49 - Åskådare 200      | OK Branik                             | 3 - 1 | OK Kamnik              | 25-23, 19-25, 25-23, 25-12            |
| 10 januari 2018 Dom Sporta Imeni M. Dvorkina, Krasnojarsk Speltid 1h:04 - Åskådare 800 | ZHVK Jenisej                          | 3 - 0 | HPK Naiset             | 25-13, 25-19, 25-16                   |
| 10 januari 2018 PalaRadi, Cremona Speltid 1h:09 - Åskådare 1 544                       | Volleyball Casalmaggiore              | 3 - 0 | VC Sneek               | 25-17, 25-19, 25-17                   |
| 11 januari 2018 Városi Sportcsarnok, Békéscsaba Speltid 1h:44 - Åskådare 1 032         | Békéscsabai RSE                       | 3 - 1 | Maccabi Haifa          | 25-15, 30-28, 12-25, 25-22            |
| 9 januari 2018 Gymnase Maillan, Le Cannet Speltid 1h:46 - Åskådare 680                 | Entente Sportive Le Cannet-Rocheville | 1 - 3 | Schweriner SC          | 18-25, 18-25, 26-28, 23-25            |
| 11 januari 2018 Salle Forum BIWI, Rossemaison Speltid 1h:45 - Åskådare 350             | Volleyball Franches-Montagnes         | 1 - 3 | VK Chimik              | 12-25, 25-18, 25-22, 20-25            |
| 10 januari 2018 SCHARRena, Stuttgart Speltid 1h:24 - Åskådare 1 350                    | Allianz MTV Stuttgart                 | 3 - 0 | VK UP Olomouc          | 25-19, 25-15, 28-26                   |
| 10 januari 2018 De Meerminnen, Beveren Speltid 1h:10 - Åskådare 200                    | Asterix Avo Beveren                   | 3 - 0 | Női RKE Nyíregyháza    | 25-16, 25-14, 25-16                   |
| 10 januari 2018 Green Hall, Kfar Saba Speltid 1h:31 - Åskådare 400                     | Hapoel Kfar Saba                      | 3 - 0 | TS Volley Düdingen     | 25-20, 25-21, 25-22 Golden set: 13-15 |
| 9 januari 2018 Arena du Pays d'Aix, Aix-en-Provence Speltid 1h:12 - Åskådare 2 700     | Pays d'Aix Venelles VB                | 0 - 3 | Dresdner SC            | 12-25, 9-25, 22-25                    |
| 10 januari 2018 Palazzetto dello Sport Uruchje, Minsk Speltid 1h:08 - Åskådare 1 000   | VK Minsk                              | 3 - 0 | Jedinstvo Stara Pazova | 25-18, 25-12, 25-20                   |
| 10 januari 2018 Sporthal De Basis, Sliedrecht Speltid 1h:19 - Åskådare 800             | Sliedrecht Sport                      | 0 - 3 | Béziers Volley         | 21-25, 20-25, 24-26                   |
| 10 januari 2018 Salohalli, Salo Speltid 1h:39 - Åskådare 498                           | LP Viesti Salo                        | 0 - 3 | VK Královo Pole        | 16-25, 21-25, 23-25 Golden set: 13-15 |
| 10 januari 2018 DIVS Uralochka, Ekaterinburg Speltid 1h:43 - Åskådare 1 300            | VK Uralochka-NTMK                     | 3 - 2 | CSM București          | 23-25, 25-19, 15-25, 25-22, 15-8      |

#### Kvalificerade lag
| - Asterix Avo Beveren - VK Minsk - TS Volley Düdingen - VK Královo Pole - Dresdner SC - Schweriner SC - Allianz MTV Stuttgart - Béziers Volley | - Békéscsabai RSE - Busto Arsizio - Volleyball Casalmaggiore - ZHVK Jenisej - VK Uralochka-NTMK - OK Branik - Eczacıbaşı SK - VK Chimik |

### Åttondelsfinaler

#### Match 1
| 24 januari 2018 Burhan Felek Spor Salonu, Istanbul Speltid 1h:51 - Åskådare 850        | Eczacıbaşı SK         | 3 - 1 | Busto Arsizio            | 29-27, 25-18, 25-27, 25-18       |
| 24 januari 2018 Dom Sporta Imeni M. Dvorkina, Krasnojarsk Speltid 1h:10 - Åskådare 500 | ZHVK Jenisej          | 3 - 0 | OK Branik                | 25-16, 25-20, 25-22              |
| 23 januari 2018 Városi Sportcsarnok, Békéscsaba Speltid 1h:08 - Åskådare 1 800         | Békéscsabai RSE       | 0 - 3 | Volleyball Casalmaggiore | 20-25, 14-25, 15-25              |
| 25 januari 2018 ARENA Schwerin, Schwerin Speltid 1h:07 - Åskådare 1 678                | Schweriner SC         | 3 - 0 | VK Chimik                | 25-16, 25-15, 25-14              |
| 24 januari 2018 SCHARRena, Stuttgart Speltid 1h:12 - Åskådare 1 300                    | Allianz MTV Stuttgart | 3 - 0 | Asterix Avo Beveren      | 25-23, 25-14, 25-17              |
| 24 januari 2018 St.-Léonard-Halle, Fribourg Speltid 1h:15 - Åskådare 900               | TS Volley Düdingen    | 0 - 3 | Dresdner SC              | 18-25, 13-25, 17-25              |
| 24 januari 2018 Halle du Four a Chaux, Béziers Speltid 1h:59 - Åskådare 755            | Béziers Volley        | 3 - 2 | VK Minsk                 | 25-19, 20-25, 25-21, 14-25, 15-9 |
| 24 januari 2018 DIVS Uralochka, Ekaterinburg Speltid 1h:05 - Åskådare 2 135            | VK Uralochka-NTMK     | 3 - 0 | VK Královo Pole          | 25-17, 25-11, 25-18              |

#### Match 2
| 8 februari 2018 PalaYamamay, Busto Arsizio Speltid 1h:44 - Åskådare 1 400            | Busto Arsizio            | 1 - 3 | Eczacıbaşı SK         | 25-20, 18-25, 18-25, 24-26        |
| 7 februari 2018 Športna Dvorana Ljudski Vrt, Maribor Speltid 1h:45 - Åskådare 230    | OK Branik                | 1 - 3 | ZHVK Jenisej          | 24-26, 21-25, 25-14, 18-25        |
| 7 februari 2018 PalaRadi, Cremona Speltid 1h:14 - Åskådare 1 375                     | Volleyball Casalmaggiore | 3 - 0 | Békéscsabai RSE       | 25-22, 25-18, 25-17               |
| 6 februari 2018 FSK Olymp, Južne Speltid 1h:37 - Åskådare 850                        | VK Chimik                | 1 - 3 | Schweriner SC         | 25-22, 13-25, 18-25, 18-25        |
| 6 februari 2018 De Meerminnen, Beveren Speltid 2h:05 - Åskådare 165                  | Asterix Avo Beveren      | 3 - 2 | Allianz MTV Stuttgart | 25-20, 27-29, 15-25, 25-23, 16-14 |
| 7 februari 2018 Margon Arena, Dresden Speltid 1h:50 - Åskådare 2 531                 | Dresdner SC              | 3 - 1 | TS Volley Düdingen    | 23-25, 25-20, 25-18, 25-22        |
| 7 februari 2018 Palazzetto dello Sport Uruchje, Minsk Speltid 1h:27 - Åskådare 1 100 | VK Minsk                 | 3 - 1 | Béziers Volley        | 18-25, 25-16, 25-15, 25-13        |
| 7 februari 2018 Městská Hala Vodova, Brno Speltid 1h:42 - Åskådare 120               | VK Královo Pole          | 1 - 3 | VK Uralochka-NTMK     | 10-25, 28-26, 20-25, 16-25        |

#### Kvalificerade lag
- VK Minsk
- Dresdner SC
- Schweriner SC
- Allianz MTV Stuttgart
- Volleyball Casalmaggiore
- ZHVK Jenisej
- VK Uralochka-NTMK
- Eczacıbaşı SK

### Kvartsfinaler

#### Match 1
| 20 februari 2018 Dom Sporta Imeni M. Dvorkina, Krasnojarsk Speltid 1h:38 - Åskådare 1 000 | ZHVK Jenisej             | 1 - 3 | Eczacıbaşı SK         | 16-25, 26-28, 25-23, 21-25 |
| 21 februari 2018 PalaRadi, Cremona Speltid 1h:30 - Åskådare 1 483                         | Volleyball Casalmaggiore | 0 - 3 | Schweriner SC         | 33-35, 20-25, 15-25        |
| 21 februari 2018 Margon Arena, Dresden Speltid 1h:17 - Åskådare 2 500                     | Dresdner SC              | 0 - 3 | Allianz MTV Stuttgart | 23-25, 16-25, 17-25        |
| 21 februari 2018 DIVS Uralochka, Ekaterinburg Speltid 1h:47 - Åskådare 1 100              | VK Uralochka-NTMK        | 1 - 3 | VK Minsk              | 25-20, 20-25, 22-25, 26-28 |

#### Match 2
| 28 februari 2018 Burhan Felek Spor Salonu, Istanbul Speltid 1h:17 - Åskådare 825      | Eczacıbaşı SK         | 3 - 0 | ZHVK Jenisej             | 25-20, 25-11, 25-18        |
| 1º mars 2018 ARENA Schwerin, Schwerin Speltid 1h:38 - Åskådare 1 784                  | Schweriner SC         | 3 - 1 | Volleyball Casalmaggiore | 25-18, 20-25, 25-15, 28-26 |
| 28 februari 2018 SCHARRena, Stuttgart Speltid 1h:43 - Åskådare 1 711                  | Allianz MTV Stuttgart | 3 - 1 | Dresdner SC              | 25-15, 25-17, 21-25, 25-19 |
| 27 februari 2018 Palazzetto dello Sport Uruchje, Minsk Speltid 1h:11 - Åskådare 2 500 | VK Minsk              | 3 - 0 | VK Uralochka-NTMK        | 25-19, 25-15, 25-23        |

#### Kvalificerade lag
- VK Minsk
- Allianz MTV Stuttgart
- Schweriner SC
- Eczacıbaşı SK

### Semifinaler

#### Match 1
| 13 mars 2018 ARENA Schwerin, Schwerin Speltid 1h:17 - Åskådare 1 853 | Schweriner SC         | 0 - 3 | Eczacıbaşı SK | 18-25, 19-25, 21-25              |
| 13 mars 2018 SCHARRena, Stuttgart Speltid 1h:52 - Åskådare 1 179     | Allianz MTV Stuttgart | 2 - 3 | VK Minsk      | 15-25, 25-22, 21-25, 25-11, 8-15 |

#### Match 2
| 20 mars 2018 Burhan Felek Spor Salonu, Istanbul Speltid 1h:15 - Åskådare 850      | Eczacıbaşı SK | 3 - 0 | Schweriner SC         | 25-18, 25-19, 25-20                                |
| 20 mars 2018 Palazzetto dello Sport Uruchje, Minsk Speltid 2h:12 - Åskådare 3 000 | VK Minsk      | 2 - 3 | Allianz MTV Stuttgart | 19-25, 20-25, 25-23, 25-23, 12-15 Golden set: 15-8 |

#### Kvalificerade lag
- VK Minsk
- Eczacıbaşı SK

### Final

#### Match 1
| 3 april 2018 Palazzetto dello Sport Uruchje, Minsk Speltid 1h:34 - Åskådare 3 200 | VK Minsk | 1 - 3 | Eczacıbaşı SK | 14-25, 21-25, 25-22, 11-25 |

#### Match 2
| 10 april 2018 Burhan Felek Spor Salonu, Istanbul Speltid 1h:16 - Åskådare 5 600 | Eczacıbaşı SK | 3 - 0 | VK Minsk | 25-17, 25-17, 25-17 |

#### Mästare
- Eczacıbaşı SK